# Chan Cenote
Chan Cenote o Chancenote 20°59′27″N 87°47′06″O / 20.99083, -87.78500 es un pequeño pueblo en el noreste del estado de Yucatán en México. Se encuentra ubicado a 21.13° norte, 88.15° oeste, aproximadamente 205 km al este de la capital de Mérida, a 165 km al oeste de la ciudad de Cancún así como a 45 km al sur de la cabecera municipal Tizimín.
En 2010 la localidad contaba con 2.225 habitantes.

## Demografía

### Composición étnica
De acuerdo al XII Censo General de Población y Vivienda 2000 efectuado por el Instituto Nacional de Estadística Geografía e Informática (INEGI) la población de 5 años y más, hablante de lengua indígena en el municipio asciende a 2,917 personas. Su lengua indígena es el maya.

### Perfil socioeconómico
La localidad de Chan Cenote es la comisaría más importante del municipio con una población de 2 225 habitantes de acuerdo al Censo General de Población y Vivienda de 2010 efectuado por el Instituto Nacional de Estadística Geografía e Informática (INEGI).
Sus principales actividades son la ganadería y la apicultura.
- Feria en Honor al Santo del Pueblo (San Romano), del Día 20 al 30 de mayo.

- Cuenta con el Ex Convento San Francisco y la parroquia de San Román que data del siglo XVII.

1 Hospital.
1 Esc. Inicial "El Mayab".
1 Esc. Preescolar "Lázaro Cárdenas del Río".
1 Esc. Primaria "Damián Carmona" Con Acceso a Internet.
1 Esc. Secundaria "José María Morelos y Pavón".

## Geografía

### Localización
Chan Cenote se localiza en las coordenadas 20°59′28″N 87°47′06″O / 20.99111, -87.78500 (20.991111, -87.785). De acuerdo con el censo de 2010, la población tiena una altitud promedio de 30  metros sobre el nivel del mar.

### Orografía
En general, la localidad posee una orografía plana, clasificada como llanura de barrera; sus suelos son generalmente rocosos o cementados.

### Hidrografía
El municipio al que pertenece la localidad se encuentra ubicado en la región hidrológica Yucatán Norte. Sus recursos hidrológicos son proporcionados principalmente por corrientes subterráneas; las cuales son muy comunes en el estado.

### Clima
Predomina el clima cálido subhúmedo con lluvias regulares en verano. La temperatura media anual es de 25,3 °C, la máxima se registra en el mes de mayo y la mínima se registra en enero. Calman los calores las brisas marinas y los vientos del sur y del oeste. 
Las lluvias orientales caen en la época de junio a octubre y son aprovechadas por los campesinos, ya que ellas riegan sus milpas. Lo mismo, cuando soplan los nortes caen aguaceros y constantes lluvias.
| Parámetros climáticos promedio de Chan Cenote | Parámetros climáticos promedio de Chan Cenote | Parámetros climáticos promedio de Chan Cenote | Parámetros climáticos promedio de Chan Cenote | Parámetros climáticos promedio de Chan Cenote | Parámetros climáticos promedio de Chan Cenote | Parámetros climáticos promedio de Chan Cenote | Parámetros climáticos promedio de Chan Cenote | Parámetros climáticos promedio de Chan Cenote | Parámetros climáticos promedio de Chan Cenote | Parámetros climáticos promedio de Chan Cenote | Parámetros climáticos promedio de Chan Cenote | Parámetros climáticos promedio de Chan Cenote | Parámetros climáticos promedio de Chan Cenote |
| Mes                                           | Ene.                                          | Feb.                                          | Mar.                                          | Abr.                                          | May.                                          | Jun.                                          | Jul.                                          | Ago.                                          | Sep.                                          | Oct.                                          | Nov.                                          | Dic.                                          | Anual                                         |
| --------------------------------------------- | --------------------------------------------- | --------------------------------------------- | --------------------------------------------- | --------------------------------------------- | --------------------------------------------- | --------------------------------------------- | --------------------------------------------- | --------------------------------------------- | --------------------------------------------- | --------------------------------------------- | --------------------------------------------- | --------------------------------------------- | --------------------------------------------- |
| Temp. máx. abs. (°C)                          | 38                                            | 38                                            | 40                                            | 40.5                                          | 42                                            | 41                                            | 40                                            | 40                                            | 40                                            | 39                                            | 39                                            | 37                                            | 42                                            |
| Temp. máx. media (°C)                         | 31                                            | 32                                            | 33.4                                          | 35                                            | 36.5                                          | 35.6                                          | 35.6                                          | 35.5                                          | 35                                            | 33.8                                          | 32.7                                          | 31.2                                          | 33.9                                          |
| Temp. mín. media (°C)                         | 16.7                                          | 17.1                                          | 18.3                                          | 19.6                                          | 21.5                                          | 22.6                                          | 22.1                                          | 22                                            | 21.9                                          | 20.7                                          | 19.1                                          | 17.5                                          | 19.9                                          |
| Temp. mín. abs. (°C)                          | 7                                             | 9                                             | 9                                             | 9                                             | 13.5                                          | 19                                            | 17                                            | 14                                            | 13                                            | 14                                            | 11                                            | 9                                             | 7                                             |
| Precipitación total (mm)                      | 41.5                                          | 37.3                                          | 36.6                                          | 48.3                                          | 69.3                                          | 153.5                                         | 179.7                                         | 181                                           | 193.6                                         | 130.4                                         | 61.5                                          | 43.5                                          | 1176.2                                        |
| Días de precipitaciones (≥ 1 mm)              | 5.2                                           | 3.7                                           | 3                                             | 3.6                                           | 6.3                                           | 11.8                                          | 13.4                                          | 14.2                                          | 15.6                                          | 11.4                                          | 6.2                                           | 5                                             | 99.4                                          |
| Fuente: Servicio Meteorológico Nacional       |                                               |                                               |                                               |                                               |                                               |                                               |                                               |                                               |                                               |                                               |                                               |                                               |                                               |